# 랑중릭빼도제

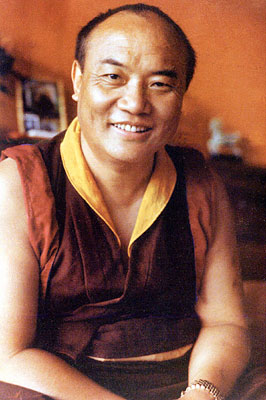
제16대 까마빠 랑중릭빼도제

랑중릭빼도제(རང་འབྱུང་རིག་པའི་རྡོ་རྗེ་, Rangjung Rigpe Dorje, Rang 'byung rig pa'i rdo rje, 1924년 8월 14일 ~ 1981년 11월 5일)는 티베트 불교 까귀파 까마까귀 흑모파의 제16대 까마빠이다. 1932년에 취푸 사원에서 정식으로 등극하였다. 이때 제13대 달라이 라마가 등극식에 참석해서 축하해 주었고, 이때부터 티베트 민중 사이에 티베트 서열 3위는 까마빠라는 인식이 생겼다.
1954년에 제14대 달라이 라마와 함께 베이징을 방문하고 중국을 시찰했고, 1956년 제14대 달라이 라마와 함께 인도를 방문했다. 1956년에 까마빠가 시킴 왕국에 있었을 때 시킴 국왕이 제9대 까마빠가 세웠던 룸텍 사원(隆太寺) 유적지로 초대했지만 여러 가지 개인 사정으로 인해 방문하지 못했다.
중공 군이 티베트를 점령했을 때 그들은 까마빠에게 별다른 관심을 기울이지 않았고, 까마빠는 1959년 1월에 달라이 라마를 찾아가 티베트를 떠나겠다고 밝혔고, 달라이 라마는 까마빠를 축복해 주었다. 까마빠는 추종자들을 모두 데리고 유물 및 서적까지 챙겨서 3주일 동안 여행을 즐기며 부탄에 도착하여 국빈 대접을 받았다. 두 달 뒤에 까마빠는 시킴 강톡(甘托克)에서 국왕의 환대를 받았고, 룸텍 사원 유적지에 도착했다. 당시 사원은 폐허였고 전기, 수도, 도로도 없었다. 일행은 천막을 치고 열심히 기도했고, 까마빠가 인도 정부와 시킴 왕족들에게 도움을 청하여 4년 동안 건설을 하고 1966년에 정식으로 완공했다.
1974년부터 세계를 돌아다니며 열심해 티베트 불교를 전파했다.
1981년 11월 5일에 미국 일리노이주 시온(Zion)의 한 병원에서 사망했고, 겔룩 신도들도 까마빠를 애도했다.
| 전 임 차찹도제 | 제16대 까마빠 1932년 ~ 1981년 | 후 임 오겐친레도제 친레타예도제 |